# In the Night (canción de The Weeknd)
«In the Night» —en español: «En la noche»— es una canción del cantante canadiense The Weeknd, tomada de su segundo álbum de estudio Beauty Behind the Madness (2015). La canción fue lanzada como el cuarto sencillo del disco, el 17 de noviembre de 2015.

## Composición
La canción está escrita en la tonalidad de La menor con un tempo moderado en tiempo común, con un balanceo de 113 latidos por minuto. Los tonos vocales de Tesfaye ondulan desde un lapso de E4 a D6 en la canción.

## Recepción crítica
La canción fue bien recibida por la crítica. Al igual que la colaboración anterior con Max Martin, (Can't Feel My Face), que ha sido ampliamente comparada con canciones de Michael Jackson. Jon Dolan de 'Rolling Stone escribió :
"A veces, el álbum se suscita como un verdadero drama."In the Night "podría ser una versión más de "Dirty Diana" una oda al estilo de un violador de chicas - hasta que aprendemos que la mujer en la canción es la víctima del abuso, «Ella esta Bailando para aliviar el dolor»" 
Harley Brown, de SPIN escribió que la canción:
"Tiene un estilo muy cercano al que hace en su estudio, y que además tiene un estilo casi igual al de las notas mayores de "Can't Feel My Face", un gancho que atrae hasta los sintetizadores, en el fondo, tiene un bit como el de los espectáculos de los años 80 tal como "Everybody Wants to Rule the World". "La verdadera estrella aquí es, como de costumbre, su voz, dando golpes pequeños en un cristal que es frágil pero que no llega a romper", continuó.

## Vídeo musical
El video musical de la canción, dirigido por BRTHR, fue lanzado el 8 de diciembre de 2015 y presenta a la entonces novia de The Weeknd, la modelo Bella Hadid. Hadid representa a una camarera en un club nocturno de mala muerte donde frecuentan a las bailarinas mafiosos peligrosos. El gánster líder tiene un gusto especial por la camarera, y Tesfaye observa con impotencia cómo ella y las bailarinas son aprovechadas por los pandilleros. El clip crece cada vez más desconcertante, la construcción de una secuencia caótica en la que la camarera y sus compañeras bailarinas finalmente matan a los mafiosos. El gánster que conduce, sin embargo, sigue la pista de personaje de Tesfaye a la escena final, poniendo una pistola en la cabeza, pero es salvado por quien parece ser la camarera, que mata al que intentaba ser su asesino, antes de que ambos escapen en una motocicleta. El video termina con las bailarinas arrastrando el cadáver al mar, con una temblorosa filmación de las cámaras, ya que la pantalla se queda en negro.

## Listas
| Lista (2015–2016)                           | Mejor posición |
| ------------------------------------------- | -------------- |
| Alemania (Offizielle Deutsche Charts)       | 72             |
| Argentina (Monitor Latino)                  | 10             |
| Australia (ARIA)                            | 13             |
| Bélgica (Flandes) (Ultratop 50)             | 29             |
| Bélgica (Valonia) (Ultratip Bubbling Under) | 7              |
| Canadá (Canadian Hot 100)                   | 12             |
| Dinamarca (Tracklisten)                     | 26             |
| Escocia (Scottish Singles Sales Chart)      | 97             |
| Estados Unidos (Billboard Hot 100)          | 12             |
| Estados Unidos (Adult Contemporary)         | 27             |
| Estados Unidos (Adult Top 40)               | 17             |
| Estados Unidos (Hot R&B/Hip-Hop Songs)      | 3              |
| Estados Unidos (Mainstream Top 40)          | 3              |
| Francia (SNEP)                              | 124            |
| Irlanda (IRMA)                              | 42             |
| Italia (FIMI)                               | 39             |
| Nueva Zelanda (Recorded Music NZ)           | 22             |
| Noruega (VG-lista)                          | 38             |
| Países Bajos (Dutch Top 40)                 | 13             |
| Países Bajos (Mega Single Top 100)          | 22             |
| Reino Unido (UK Singles Chart)              | 48             |
| Reino Unido (UK R&B Chart)                  | 8              |
| Suecia (Sverigetopplistan)                  | 40             |
| Suiza (Schweizer Hitparade)                 | 67             |

## Certificaciones
| Territorio     | Organismo Certificador | Certificación | Unidades/Ventas Certificadas | Referencia |
| -------------- | ---------------------- | ------------- | ---------------------------- | ---------- |
| Australia      | ARIA                   | Oro           | 35,000                       | [ 29 ]     |
| Canadá         | Music Canada           | Platino       | 80,000                       | [ 30 ]     |
| México         | AMPROFON               | Oro           | 30,000                       | [ 31 ]     |
| Nueva Zelanda  | RMNZ                   | Oro           | 7,500                        | [ 32 ]     |
| Reino Unido    | BPI                    | Plata         | 200,000                      | [ 33 ]     |
| Estados Unidos | RIAA                   | Platino       | 511,598                      | [ 35 ]     |

## Fecha de Lanzamiento
| Región         | Fecha                   | Formato                | Discográfica        | Ref.  |
| -------------- | ----------------------- | ---------------------- | ------------------- | ----- |
| Estados Unidos | 17 de noviembre de 2015 | Contemporary hit radio | XO Republic Records | [ 1 ] |